# Thal Abergel
Pour les articles homonymes, voir Abergel.

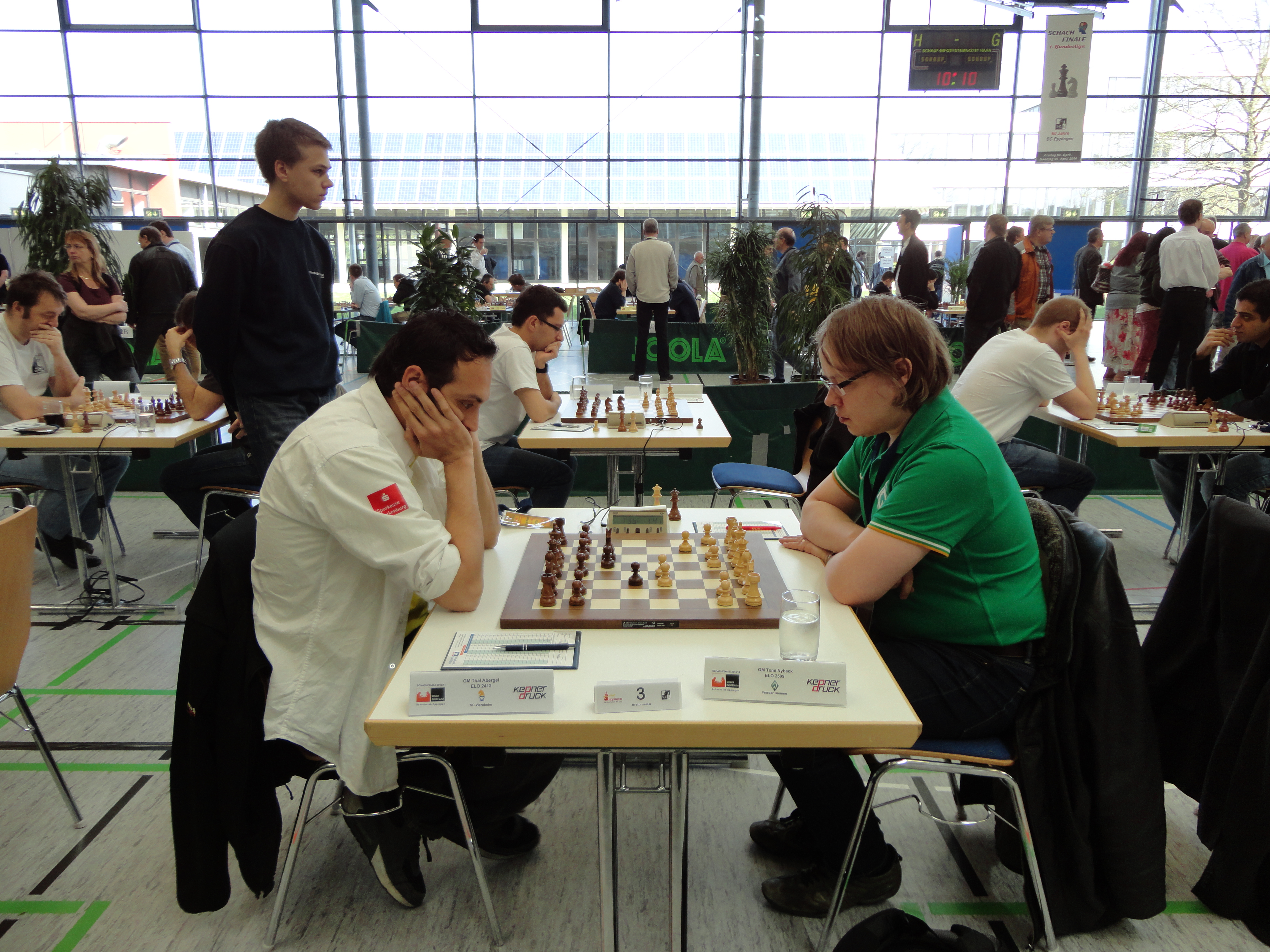
Thal Abergel (à gauche), avec Tomi Nybäck en finale du Championnat d'Allemagne d'échecs des clubs 2013-2014.

Thal Abergel est un joueur d'échecs français né le 13 octobre 1982, grand maître international depuis 2008.

## Classements Elo
Il obtient son meilleur classement Elo (2547) en mars 2010, ce qui le place au treizième rang des joueurs français.
Au 1er septembre 2019, il est 37e français avec un classement de 2474 elo en partie longue, et 1067 ème joueur mondial.

## Palmarès
- 2000 : Champion de France de blitz
- 2002 : Champion intercaribéen
- 2003 : Champion de Paris
- 2006 : Champion des pays méditerranéens par équipe
- 2007 : Champion de France National B avec 8,5/11 avec 1,5 point d'avance sur le second
- 2010 : Coach de la Barbades aux Olympiades de Khanty-Mansiïsk.
- 2012 : Coach de l'Afrique du Sud aux Olympiades d'Istanbul. Ici l'Afrique du Sud décroche pour la première fois de l'histoire le titre de Champion du continent africain au classement combiné des femmes et des hommes.
- 2013 : Vainqueur du championnat d'Allemagne par équipe (de) (2e division) avec l'équipe de Viernheim.
- 2017 : 3ème des pays francophones en cadence classique, vice-champion des pays francophones en cadence rapide, champion de la francophonie en blitz.
- 2018 : Coach de l'équipe nationale d'Haïti aux Olympiades d'échecs de Batoumi en Géorgie. Partant 179ème sur 180, l'équipe termine 139ème, remontant le classement de quarante places.
- 2019 : Vice-champion de Paris